# The Pacific Age
The Pacific Age és el setè disc del grup anglès de pop electrònic Orchestral Manoeuvres in the Dark. Fou publicat al mes de setembre del 1986.
The Pacific Age compta amb la col·laboració a la producció, com en el cas de l'anterior disc (Crush), de Stephen Hague; per tant, continua amb el seu estil, orientat cap al pop. Vingué precedit per l'edició del senzill "If you leave", inclòs a la banda sonora de la pel·lícula "Pretty In Pink", i que significà el seu èxit més important als Estats Units; però OMD van refusar d'incloure aquest tema al nou àlbum. Els germans Graham i Neil Weir (que ja venien tocant amb OMD des del 1984) foren considerats com a membres de ple dret del grup. D'altres músics que participaren en les sessions d'enregistrament foren Kamil Rustam i el mateix Stephen Hague, que a més va co-escriure dues cançons.
El disc s'obre amb "Stay (The Black Rose and the Universal Wheel)", un tema de so dens i complex, amb cors femenins i la secció de metall dels germans Weir. El senzill "(Forever) live and die" els retornà als primers llocs de les llistes britàniques, però els que s'extragueren posteriorment ("We love you" i "Shame", en una nova versió) no pogueren repetir aquest èxit, i així "The Pacific Age" va tenir més èxit a Amèrica que al continent europeu.
Poc després de l'edició de "The Pacific Age", els germans Weir decidiren d'abandonar el grup, que tornà a prendre la forma de quartet.

## Temes

### CDV 2398
1. Stay (The Black Rose and the Universal Wheel) - 4:23
2. (Forever) live and die - 3:38
3. The pacific age - 3:59
4. The dead girls - 4:46
5. Shame - 4:14
6. Southern - 3:40
7. Flame of hope - 2:40
8. Goddess of love - 4:30
9. We love you - 4:08
10. Watch us fall - 4:13

## Senzills
1. (Forever) live and die // This town (26 d'agost de 1986)
2. We love you // We love you (Dub) (10 de novembre de 1986)
3. Shame // Goddess of love (13 d'abril de 1987)

## Dades
- Orchestral Manoeuvres in the Dark:

Martin Cooper: Teclats, saxòfons.
Andy McCluskey: Veus, teclats, baix.
Paul Humphreys: Teclats, percussió, veus.
Malcolm Holmes: Bateria, percussió.
Graham Weir: Trombó, teclats, guitarra.
Neil Weir: Trompeta, baix.
- Stephen Hague: Teclats, guitarra.
- Kamil Rustam: Guitarra.
- Veus addicionals: Aliss Terrell, Yvonne Jones, Carole Fredericks.
- Disseny de portada: Mick Haggerty. Fotografies: Claus Wickwrath.
- Produït per Stephen Hague. Enginyer de producció: Tom Lord-Alge.
- Temes compostos per Orchestral Manoeuvres in the Dark excepte "We love you" i "Watch us fall", compostos per O.M.D./Hague.
- Enregistrat als estudis:

Studio de la Grande Armée, París (enginyer de so: Tom Lord-Alge, assistents: Philippe Lafont i Frédéric Defaye).
Amazon Studios, Liverpool (enginyers de so: Peter Coleman i Keith Andrews, assistents: Andrew Harmon i Paul Silkinson).
Mark Angelo Studios, Londres (enginyers de so: Mark Lusardi i Mike Day).
Mayfair Studios, Londres (enginyer de so: Tony Richards, assistent: Kevin Whyte).
- Mesclat als estudis Studio de la Grande Armée, París (enginyer: Tom Lord-Alge).
- Masteritzat a Tape One (Londres) per Jack Adams.

## Informació addicional
- El tema "Southern" inclou trossos samplejats de discursos de Martin Luther King.